# Северодонецкий автовокзал
Северодоне́цкий авто́бусный вокза́л (укр. Сіверськодонецький автобусний вокзал) — вокзал для автобусных междугородных и межгосударственных перевозок в Северодонецке Луганской области Украины, на проспекте Химиков, 61.
До 2014 года был основной автостанцией Луганской области, входит в состав регионального управления автостанций Луганской области, которое располагается по тому же адресу.
Построен в 1963—1964 годах. Вокзал рассчитан на отправление до 200 пассажиров в час. В соответствии с генеральным планом автовокзал был вынесен на восточную окраину города, что обеспечивает возможность выезда в направлении Луганска и Сватово, а через окружную дорогу в других направлениях.
Объёмно-пространственная структура автовокзала представляет собой куб, который формирует три зоны: площадь перед автовокзалом со стороны городской автомагистрали, зону прибытия автобусов и зону их отправления.
В тыльной стороне автовокзала создан цокольный этаж, где размещены вспомогательные службы, камеры хранения и крытые перроны прибытия и отправления автобусов. На первом этаже находится кассовый зал с выходами на террасы, под которыми размещены перроны. В формировании интерьера центральной части автовокзала существенную роль играют панельные стёкла, которые открывают вид на проспект Химиков.
Кроме Северодонецкого вокзала в систему управления автостанций также входят: Беловодская, Белокуракинская, Кременская, Лисичанская, Марковская, Меловская, Новоайдарская, Новопсковская, Рубежанская, Сватовская, Станично-Луганская, Старобельская и Троицкая автостанции.
За долгую историю существования автовокзал подчинялся Министерству автомобильного транспорта УССР, Министерству транспорта Украины, Министерству транспорта и связи Украины, Министерству инфраструктуры Украины.
В настоящее время[когда?] является собственностью ООО «Руас».
Северодонецкий автовокзал имеет группу построек и сервисных пунктов среди которых платформы для высадки и посадки пассажиров, зал ожидания, камера хранения, комната матери и ребёнка, служебные помещения, в том числе и для водителей автобусов, парковочная площадка для ожидающих рейсов, пункт общественного питания и кассовый зал с онлайн-табло рейсов.
Северодонецкий автовокзал отправлял внутренние рейсы по городам Украины и международные — в европейские страны. В основном зале расположены кассы по продаже билетов на рейсы автовокзала.
Автовокзал расположен возле крупной транспортной развязки, на пересечении улицы Объездной и проспекта Химиков.
От автовокзала до центра города можно доехать примерно за 5 минут на автобусах, троллейбусах и маршрутных такси.
25 июня 2022 года Северодонецк оккупирован Вооружёнными силами РФ и формированиями ЛНР.